# نيراتينيب
نيراتينيب (Neratinib)، الذي يباع تحت الإسم التجاري نيرلينكس (Nerlynx)، هو دواء يستخدم لعلاج سرطان الثدي.   على وجه التحديد في حالات مستقبلات عامل النمو البشري الثاني و الورم الإيجابي المستقبلات الهرمونات بعد الجراحة و التراستوزوماب . و يعطى عن طريق الفم. 
يؤثر الإسهال على جميع الحالات تقريبًا.  و تشمل الآثار الجانبية الشائعة الأخرى الغثيان و التعب و ألم البطن و الطفح الجلدي و التهاب الفم و تشنجات العضلات. كما و قد تشمل الآثار الجانبية الأخرى مشاكل في الكبد.  أما استخدامه أثناء الحمل فقد يؤدي إلى الإضرار بالجنين.  إنه مثبط كيناز التيروزين الذي يمنع HER2 و HER4 و EGFR . 
تمت الموافقة على استخدامه طبيًا في الولايات المتحدة في عام 2017 و في أوروبا في عام 2018.   في الولايات المتحدة تبلغ التكلفة 19200 دولار أمريكي شهريًا اعتبارًا من عام 2021.  في المملكة المتحدة، يكلف هذا المقدار حوالي 4500 جنيه إسترليني. 